# Tim Brdarić
Tim Thomas Brdarić (* 4. Juli 2000 in Düsseldorf) ist ein deutscher Fußballspieler. Er ist der Sohn des früheren deutschen Nationalspielers und heutigen Fußballtrainers Thomas Brdarić.

## Karriere
Brdarić wurde in Düsseldorf geboren, begann allerdings mit dem Fußballspielen bei Hannover 96, als sein Vater für den Verein spielte. Als dieser Trainer der zweiten Mannschaft des VfL Wolfsburg wurde, wechselte auch Brdarić als C-Jugendlicher zu diesem Verein. Anfang 2016 zog die Familie ins rheinländische Langenfeld und Brdarić schloss sich der Jugendabteilung von Fortuna Düsseldorf an. 2017 folgte der Wechsel zur U19-Mannschaft von DJK Arminia Klosterhardt, einem Fußballverein aus Oberhausen, die gerade in die A-Junioren-Bundesliga aufgestiegen war.
Nach dem Ende seiner Juniorenzeit absolvierte Brdarić im Sommer 2019 ein Probetraining bei Atlanta United in den USA, wurde jedoch nicht verpflichtet. Er erhielt allerdings ein Vollstipendium und spielte fortan bei der College-Mannschaft der Duquesne University in Pittsburgh. Die Zeit dort entsprach allerdings nicht seinen Erwartungen und er kehrte in seine deutsche Heimatregion zurück, um sich dem Oberligisten 1. FC Monheim anzuschließen. Bedingt durch die Corona-Pandemie und eine Außenbandverletzung absolvierte Brdarić allerdings nur zwei Spiele für den Verein.
Anfang 2021 wechselte Brdarić zum albanischen Erstligisten Vllaznia Shkodër, der von seinem Vater trainiert wurde. Die Corona-Bestimmungen in Albanien waren nicht so streng wie in den anderen Ländern, so dass Brdarić vor allem in der Reserve-Mannschaft des Vereins Spielpraxis sammeln konnte. Zudem kam er zu einem Einsatz in einem Ligaspiel für die erste Mannschaft, bei dem ihm gleich ein Treffer gelang. Nachdem sein Vertrag ausgelaufen war, unterschrieb er im September 2021 beim Südwest-Regionalligisten FC Rot-Weiß Koblenz für zwei Jahre.
Nach nur einem halben Jahr mit insgesamt zwei Einsätzen in Koblenz wechselte Brdarić zurück ins Rheinland zum Regionalligisten KFC Uerdingen 05, der jedoch am Saisonende in die Oberliga abstieg. Zunächst vertragslos, schloss er sich im August 2022 dem Regionalliga-Aufsteiger SG Wattenscheid 09 an, der jedoch am Saisonende in die Oberliga abstieg. Brdarić blieb jedoch in der Regionalliga West, da er sich zur Saison 2023/24 dem SC Fortuna Köln anschloss. Zur Saison 2024/25 wechselte er erneut zum KFC Uerdingen 05.